# Trichothurgus wagenknechti
Trichothurgus wagenknechti là một loài Hymenoptera trong họ Megachilidae. Loài này được Moure mô tả khoa học năm 1949.